# 笠原あきら
笠原 あきら（かさはら あきら、11月9日 - ）は、日本の女性声優、歌手、作曲家。NAVUE株式会社（ナブー株式会社）所属。
旧芸名は小坂 あきら（こさか あきら）。ロボットアニメーション主題歌風の楽曲を主に製作しているV.S UNIONメンバーとしても活動している。

## 経歴
保育園時代は、砂場のスコップをギター代わりにロックを歌っていたという。小さい頃の将来の夢は「タイムカードがない仕事に就きたい」であった。保育園の卒業アルバムに書いていた将来の夢は「OL以外」。当時見ていたテレビドラマの影響だったようだったという。
小学4年生の時にトランペットに出会い、中学時代はトランペット命であった。その時はアルトサックスも吹いていたり、ブラスバンドの事しか頭になかった。この頃の将来の夢は、「タイムカードがない仕事」であったという。
高校1年生の時にブラスバンド部の副部長を務めて、コンクール直前に幽霊部員を退部させまくっており、顧問も激怒していた。その後は部長を務めていた。好きだった漫画の主人公が生徒会長だという理由から生徒会に入り、会計部長を務めた。
高校1年生の時、あるアニメ映画を観ていたところ素敵な声のキャラクターが出てきて、そこで初めて職業としての声優を意識していた。それで、エンディングのテロップでそのキャラクターの声を担当していた佐々木望を知った。学校の友人に教えてもらい、佐々木のラジオを聴くようになり、学生時代はラジオっ子でラジオばかり聴いていた。
ラジオを聴くようになってから、声優のラジオ、アニメ、ナレーション、歌手活動、MCといった幅の広さを知り、「これだ！」と確信して、高校卒業後、養成所に入所した。
2008年12月31日、長年所属していた元氣プロジェクトを退所。2010年5月1日より、EARLY WING所属。
2023年3月31日EARLY WINGを退所しフリーランスになったことを自身のSNSにて発表。
2023年12月28日、所属事務所の公式サイトにて2024年1月1日から加入を発表。
2024年1月1日、自身のSNSにてNAVUE株式会社への所属を発表。

## 人物
趣味・特技は効果音CD収集、食品サンプル収集、トランペット、特撮・詩吟、食品サンプル集め。

## 出演
太字はメインキャラクター。

### テレビアニメ
時期不明
- しましまとらのしまじろう

2003年
- R.O.D -THE TV-（男子A）
- 犬夜叉（女子生徒、部員）
- カレイドスター（2003年 - 2004年、ティム、キャスト、パフォーマーC、バーベラ、女の子A）- 2シリーズ
- ぽぽたん（店員）

2004年
- クロノクルセイド（子供）
- スウィート・ヴァレリアン（ミナちゃん）
- スクールランブル（子分1）
- tactics（遊女）
- 忘却の旋律（愛、ケイ、ピー 他）

2005年
- ToHeart2（山田ミチル）

2006年
- うえきの法則（植木翔子）

2007年
- スカルマン（女子高生）

2011年
- フリージング（マリン＝マックスウェル）

2012年
- クイーンズブレイド リベリオン（ミリムの弟）

2013年
- 世界でいちばん強くなりたい!（リングアナウンス）

2014年
- ナンダカベロニカ（ゆい）

2017年
- 捏造トラップ-NTR-（クラス女子B、保健の先生）

2018年
- シュタインズ・ゲート ゼロ（アナウンサー、リポーター）

### OVA
- カレイドスター 新たなる翼 / Legend of phoenix（2004年 - 2006年、バーベラ）- 2作品
- OVA ToHeart2（2007年、山田ミチル）

### ゲーム
時期不明
- シノビナイトメア（チャチャ）
- 天空のクラフトリート（スカアハ）
- 誰ガ為のアルケミスト（AJ3000）
- 幻獣姫（ヴァンパイアロード、ヘーパイストス、他）

2000年
- ツインズラプソディ 替玉恋愛狂想曲（本城芽久美）

2001年
- Twins2 -恋愛未満-（本城芽久美）

2002年
- ムー一座 1・2・3（Elders of Ama、Sakakibara、Kenichi Arima、Shyutaro Yasuda）
- ひまわり（綾瀬加奈子）

2003年
- Sister Princess 2

2004年
- ToHeart2（山田ミチル）

2005年
- 状況開始っ!（長谷部邦佳）

2006年
- パチパラ13 〜スーパー海とパチプロ風雲録〜（星崎由佳）

2007年
- パチパラ14 〜風と雲とスーパー海IN沖縄〜（彩華）

2009年
- なりそこない英雄譚〜太陽と月の物語〜（火の神女 カミラ）

2011年
- AQUAPAZZA（ちゃる）
- スティールクロニクル（ホダカ・レクレール・キョウコ）
- ToHeart2 ダンジョントラベラーズ（山田ミチル）

2012年
- ハートフルシミュレーター PACHISLOT ToHeart2（山田ミチル）
- Borderlands 2（Gaige）

2013年
- ソードアート・オンライン -インフィニティ・モーメント- / -ホロウ・フラグメント- / -ロスト・ソング-（2013年 - 2015年）※3作品。役名表記なし
- Caladrius（エレノア・リーグル）

2014年
- Caladrius BLAZE（エレノア・リーグル）
- ToHeartハートフルパーティ（山田ミチル）
- 戦場の円舞曲（マイア）

2015年
- VALKYRIE DRIVE -BHIKKHUNI-（グンダリ）
- 輝星のリベリオン（メドゥーサ 他）
- 灰色都市 32人の容疑者（月島冴子）

2017年
- モン娘☆は〜れむ（フレズベルク、輝星のリベリオンコラボキャラ）

2018年
- ワールドエンド・シンドローム（辰美シャーロット）
- 月煌－Luster－（イロナ）

2020年
- Death end re;Quest2（ジルエッタ）

2024年
- Death end re;Quest Code Z（悪霊）

### 吹き替え
- ジョニー・ブラボー

### ドラマCD
- 純愛ロマンチカ（2004年、鈴木美咲〈幼少時代〉）
- 純情ロマンチカ2（2005年、女子校生）
- ミス・キャスト（南田礼子）

### デジタルコミック
- Beeマンガ 近キョリ恋愛（2012年、峰藤コウ）
- Beeマンガ 好きっていいなよ。（2013年、武藤愛子）
- Beeマンガ GTO（2013年、神崎麗美役、飯島冴子役）
- dビデオ powered by BeeTV 寄生獣（2014年、泉信子）
- 別冊マーガレット公式チャンネル ふつうな僕らの（2019年、日高奈央）
- アニコミ 【お詫び】みんなの王子様の童貞は私が美味しくいただきました。（2020年、山吹アザミ）
- マンガMeeチャンネル ハジメテノサツジン（2021年、吉川先生）
- マンガMeeチャンネル 極道ジュリエット（2021年、大和のお母さん）
- マンガMeeチャンネル 抱かないあなたと抱かれたいわたし（2021年、東堂ゆり）

### 企業キャラクター
- 断熱戦士ベールちゃん（ベールちゃん）

### ラジオ
※はインターネット配信。
- BAY LINE 7300 月曜日（2002年 - 2003年）
- CAN CAN PARADISE
- JAM STATION
- XXX FILE
- V.S UNION Network+（2011年 - ？、HiBiKi Radio Station※）
- V.S UNION WAVE（ぽけら※）

### テレビ
- ブランド☆ア☆ゴーゴー（ナレーション）CX
- 深夜戦隊ガリンペロ（CGキャラ・ナオミCV）CX
- 恋するいちごパラダイス（ナレーション）BS朝日
- 深夜の星（ナレーション）TBS
- 小さな恋みつけた。（ナレーション）TBS
- スーパー・スポーツ・マガジン（ナレーション）日本テレビ
- Fastionista@TOKYO（ナレーション）CS
- 初対面の男女が××で最後10秒キスするTV（ナレーション）TBS
- おいしい！かわいい！お弁当（ナレーション）ベネッセch
- アンタッチャブルのマキマキでやってみよう！（ナレーション）ABC朝日
- アンタッチャブルのちょいマキでやってみよう！（ナレーション）ABC朝日
- 小山ゆうえんち（TVCMナレーション）
- NAVITIME（TVCMナレーション）

### 舞台
- 熱海殺人事件
- リア王の娘たち
- 愚者には見えないラ・マンチャの王様の裸
- Ko-JI（1999年8月）
- 何が真実なのか（2001年8月）
- メタルクロス（2002年8月）
- メイカ（2006年11月）
- メトロノウム（2007年4月）
- FROG 新撰組寄留記（2007年9月）
- Sleeve RefRain〜スリーブ・リフレイン（2008年3月）
- ラーバルメモリ-larvalMemory-（2008年9月）
- ことだま屋本舗EXステージ『クロボーズ』（2016年11月27日、お市の方 他）
- ことだま屋本舗EXステージvol.2『戦国新撰組』（2017年6月25日、濃姫）
- ことだま屋本舗EXステージvol.3「ことだま屋×Z」『ヴァンパイア・サバイバー』（2018年3月17日 - 18日、宮下真琴）
- ことだま屋本舗EXステージvol.4（2018年6月24日）
  - 『戦国新撰組-結-』（濃姫）
  - 『さんばか』（喜多川ハル）
- ことだま屋本舗EXステージvol.5「ことだま屋×Z PART2」『レオナルド危機一髪』（2018年9月15日 - 16日、リザ）
- ことだま屋本舗EXステージvol.6『アウターゾーン リ：ビジテッド』（2018年11月10日）
- ことだま屋本舗EXステージvol.7「ことだま屋×Z4」（2019年5月2日 - 6日）
  - 『アウターゾーン リ：ビジテッド』
  - 『闇狩人Δ』
  - 『宇宙人プルカ』
  - 『週末は武道館で君と。』（まるみん）
- ことだま屋本舗EXステージvol.8（2019年6月23日）
  - 『レオナルド危機一髪』（リザ）
  - 『さんばか』（ハル）
- ことだま屋本舗EXステージvol.9（2019年9月22日・23日）
  - 『SEVEN EDGE』（アカシャ）
  - 『ゆーどうぶ。』（テレビの幽霊）
- ことだま屋本舗EXステージvol.10『サマーヒーロー』（2019年11月10日、森盛）

## ディスコグラフィ

### シングル
| 枚  | 発売日        | タイトル                       | 規格品番 |
| --- | ------------- | ------------------------------ | -------- |
| 1st | 2009年3月21日 | 集真藍-アジサイ-／空白。       |          |
| 2nd | 2009年8月19日 | ボクの声、キミの歌／始まりの花 |          |

### 歌手参加楽曲
| 発売日         | 商品名                                  | 歌                                         | 楽曲                 | 備考                         |
| -------------- | --------------------------------------- | ------------------------------------------ | -------------------- | ---------------------------- |
| 2003年12月28日 | DISCOVERY Song Collection Special vol.1 | 彩世ゆう、永瀬江美弥、初音みる、小坂あきら | 「乙女のヤ・ボ・ウ」 | PCゲーム『ぎゃくたま』主題歌 |

### その他参加楽曲
| 発売日         | 商品名                                                 | 歌                        | 楽曲                                                                                | 備考                                               |
| -------------- | ------------------------------------------------------ | ------------------------- | ----------------------------------------------------------------------------------- | -------------------------------------------------- |
| 2010年11月7日  | ☆Twinkle☆Girls☆                                        | ☆Twinkle☆Girls☆           | 「☆Twinkle☆Girls☆」                                                                 | ゲーム『コープスパーティー Book of Shadows』挿入歌 |
| 2010年11月7日  | ☆Twinkle☆Girls☆                                        | ☆Twinkle☆Girls☆           | 「YAKUSOKU」                                                                        |                                                    |
| 2011年10月1日  | ☆Twinkle☆Girls☆ original albam                         | ☆Twinkle☆Girls☆           | 「Flying☆Smile」 「Dear…」 「☆Twinkle☆Girls☆ -remix ver-」 「YAKUSOKU -remix ver-」 |                                                    |
| 2011年10月1日  | ☆Twinkle☆Girls☆ original albam                         | 笠原あきら                | 「カノン」                                                                          |                                                    |
| 2011年10月1日  | ☆Twinkle☆Girls☆ original albam                         | 喜多村英梨、笠原あきら    | 「Harmonic Overtone」                                                               |                                                    |
| 2012年1月8日   | ☆Twinkle☆Girls☆ 2.5 Original Single                    | ☆Twinkle☆Girls☆ チームT   | 「Myself」                                                                          |                                                    |
| 2012年1月8日   | ☆Twinkle☆Girls☆ 2.5 Original Single                    | ☆Twinkle☆Girls☆、大坪由佳 | 「☆Twinkle☆Girls☆ with Otsubo Yuka」                                                |                                                    |
| 2015年12月27日 | V.S UNION 10周年企画 笠原あきら＆星奈美紀 ワンコインCD | 笠原あきら                | 「Say…Believe」                                                                     |                                                    |

### キャラクターソング
| 発売日         | 商品名                              | 歌                       | 楽曲                         | 備考                            |
| -------------- | ----------------------------------- | ------------------------ | ---------------------------- | ------------------------------- |
| 2008年12月25日 | ToHeart2 キャラクターソングス Vol.2 | 山田ミチル（笠原あきら） | 「色づく秋の木の葉のように」 | ゲーム『ToHeart2 XRATED』関連曲 |

### 作詞
- 2009年
  - 集真藍-アジサイ-
  - 空白。
  - ボクの声、キミの歌
  - 始まりの花

### 作曲提供
- ☆Twinkle☆Girls☆[メンバー 1]
  - ☆Twinkle☆Girls☆
  - YAKUSOKU
  - Flying☆Smile
  - Dear…
- LOVE reincarnation!（阿部玲子）
- ガールズシンドローム（井澤詩織）
- カノン（笠原あきら）
- Link（喜多村英梨）
- Smile♪（桑門そら）
- Endless Journey（水野愛日）
- LOGiC（山本綾）
- キミと私の片思い矢印（阿部玲子・内田愛美）
- Fondness（井澤詩織・山本綾）
- 愛してプリン（桑門そら・水野愛日）
- Harmonic Overtone（笠原あきら・喜多村英梨）